# Sinople
Sinople ou sinopla (em mineralogia usa-se, ainda sinopita) é um tipo de quartzo que, contendo óxido de ferro, produz uma coloração avermelhada (da qual o pigmento sinopia é produzido) e que tem seu nome derivado da cidade turca de Sinope, onde é frequente.